# Leporinus ortomaculatus
Leporinus ortomaculatus is een straalvinnige vissensoort uit de familie van de kopstaanders (Anostomidae). De wetenschappelijke naam van de soort is voor het eerst geldig gepubliceerd in 2000 door Garavello.